# Суминский, Пётр
Пётр из Алькантры Суминский (ок. 1751 — 3 декабря 1801) — государственный деятель Речи Посполитой, подчаший рыпинский (1764—1767), подчаший добжинский (1767—1774), староста бобровницкий (1774—1778), каштелян ковальский (1779—1783), крушвицкий (1783) и бжесць-куявский (1783—1790), последний воевода иновроцлавский (1790—1795).

## Биография
Представитель польского шляхетского рода Суминских герба «Лещиц». Сын Антония Суминского (1710 — после 1753) и Ядвиги Агнессы Карской. Братья — Адам, Станислав, Николай и Мацей.
Депутат (посол) от Добжинской земли на сейм Чаплица в 1766 году.
В 1767 году Пётр Суминский был избран депутатом от Иновроцлавского воеводства на сейм Репнина.
В 1773—1775 годах в качестве посла (депутата) от Добжинской земли он участвовал в Разделительном сейме. Пётр Суминский вошел в состав сеймовой делегации, которая под давлением со стороны дипломатов России, Пруссии и Австрии вынуждена была согласиться на Первый раздел Речи Посполитой.
В 1777 году Пётр Суминский был избран членом коронной скарбовой комиссии.
В 1788 году — член конфедерации Четырёхлетнего сейма.
Кавалер Ордена Святого Станислава (1780) и Ордена Белого орла (1786).

## Семья
Пётр Суминский был женат четыре раза.
1-я жена — Катарина Завадская (1760—1777/1779)
2-я жена — Анна Рокитницкая (1750—1780), дочь каштеляна рыпинского Томаса Яна Анджея Рокитницкого
3-я жена — Франциска Папроцкая (1750—1775), дочь хорунжего рыпинского Петра Папроцкого
4-я жена — Франциска Голынская (ок. 1748—1840), дочь старосты вороновского Казимира Голынского. Дети от четвертого брака:
- Антоний Игнацы (1783—1854)
- Ян Казимир Непомуцен (1786—1839)
- Марианна (1790—1811)
- Текла (1790—1817)
- Юзеф (род. 1790)
- Александра (1790—1831), жена Винцента Немировича.